# 샘 댈리
샘 데일리(Sam Daly, 영어 발음: /ˈdeɪli/, 1984년 3월 24일 ~ )는 미국의 배우이다.
프로비던스에서 태어났다.

## 출연 작품

### 영화
- 저스티스 리그: 플래시포인트 패러독스 (2013)
- Redwood Highway (2013)
- 서머지드 (2016, Submerged) - 셰인 역
- 오피스 배틀 로얄 (2018)
- 컷 스로트 시티 (2020)

### 텔레비전
- 오피스 (2009-10)